# Hankó Attila
Hankó Attila (Szentes, 1961. június 21. – Algyő, 2000. december 2.) magyar színész.

## Életpályája
Szülővárosában 1976-tól a Horváth Mihály Gimnázium diákszínpada tagjaként lett a színészet elkötelezettje. Első sikerét 1978-ban, a Szőke András által színpadra állított Kanteletár című darab szereplőjeként aratta a csurgói diákszínjátszó fesztiválon.
1980 és 1982 között a budapesti Várszínház stúdiósa volt, itt szerzett színész II. képesítést. 1983-tól 1987-ig a Színház- és Filmművészeti Főiskola hallgatója volt. Színinövendékként több darabban kapott kisebb szerepeket (Don Carlos, Equus, Vak Béla király, Iván, a rettentő, Az öreg hölgy látogatása).
Végzése után Budapesten a Paulay Ede utca 35. alatt működő Arany János Színház művésze lett. Önálló szerepei: Apa (Liliomfi) Apa (Kroetz Vadászata), illetve a rádióban: Marton Gábor: Hívők (kétszemélyes hangjáték Tomanek Nándorral.
A Színházi adattárban regisztrált bemutatóinak száma: 25; ugyanitt két színházi felvételen is látható.
Szerepei mellett – majd később szabadúszóként – elkezdett szinkronizálni. Hangja számos filmben feltűnt, például a Halálsoron című filmben John Coffey hangjaként, de szinkronizált a Tizenkét dühös ember, a Rendőrakadémia, a Támad a Mars! című filmekben, illetve a Kenan és Kel című amerikai sitcomban Kenan apjaként. A Vissza a jövőbe II első, 1990-es szinkronjában ő volt Biff magyar hangja. Rajzfilmekben is hallható volt a hangja, így az A Simpson családban Ned Flanders egyik barátjának, míg a Bolondos dallamokban Szilveszter macskának kölcsönözte orgánumát. Scooby-Doo eredeti magyar hangja volt, később halála miatt azonban két évad után Vass Gábor váltotta fel. Emellett hobbiszinten űzte a horgászatot.

## Halála

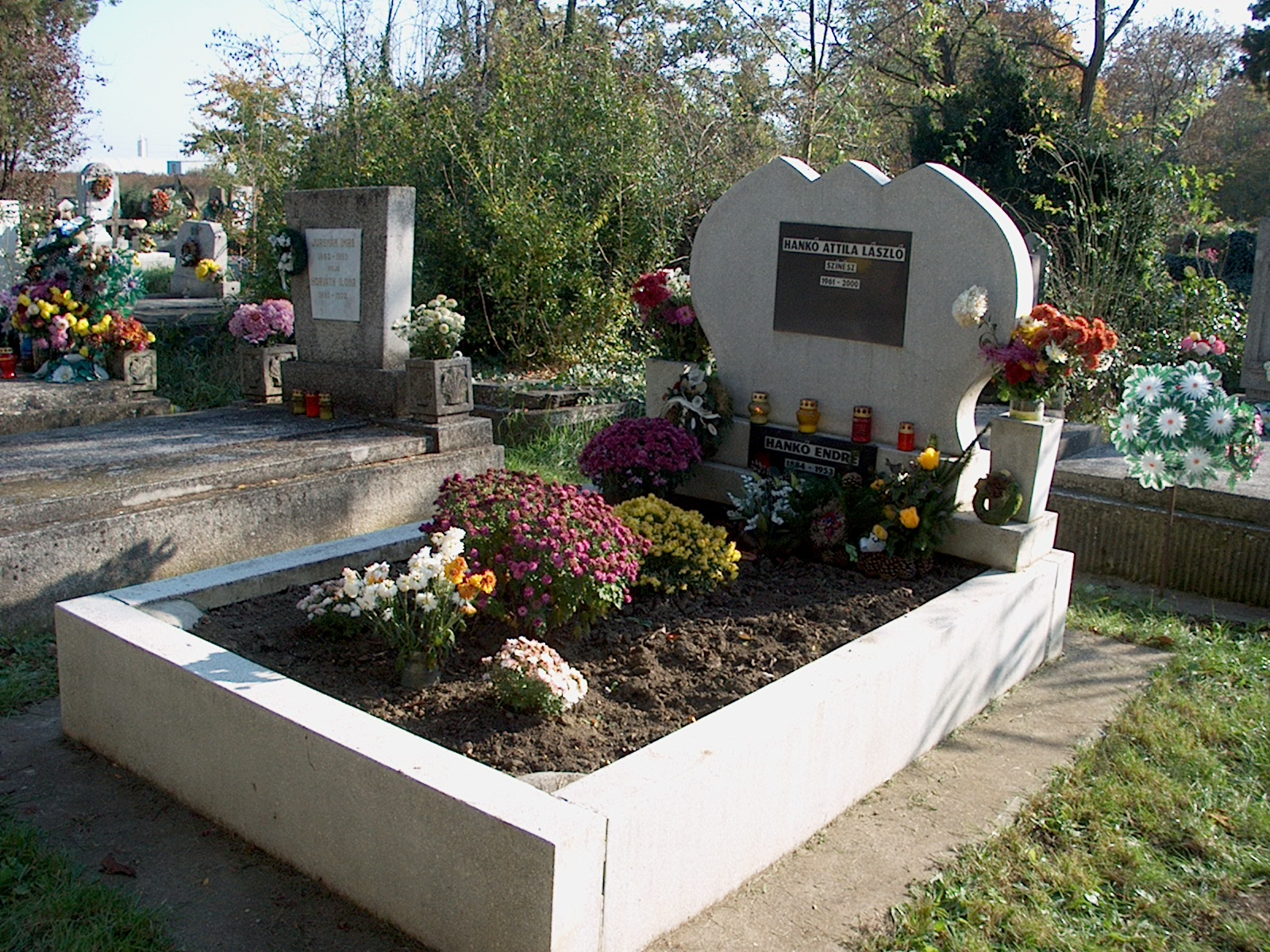
Sírja a szentesi evangélikus temetőben

2000. december 2-án hajnali fél ötkor egy Opel Omega személygépkocsi utasaként tartott Szeged felé, amikor az autó a 47-es főút, 211-es km szelvényében az Algyői közúti Tisza-híd jeges útfelületén megcsúszott és frontálisan összeütközött egy pótkocsis IFA tehergépkocsival. A balesetben rajta kívül még két másik személy is életét vesztette. Halála után emlékhorgászversenyt neveztek el róla.

## Filmszerepei
- Pasik! (2000)
- Családi album (2000)
- A Szórád-ház (1997)
- A vád (1996)
- Éretlenek (1995)
- Kis Romulusz (1994)
- Kisváros (1994-2000)
- Ashenden (1991)
- Sztálin menyasszonya (1990)
- Napló apámnak, anyámnak (1990)
- Napóleon (1989)
- Barbárok (1989)
- Az új földesúr (1989)
- Linda a Régi barát című rész (1989) hang
- Szomszédok (1988-1994)
- A legényanya (1988)
- Zsarumeló (1987)
- Rocky IV (1985)